# Jacques Garnier (historien)
Pour les articles homonymes, voir Jacques Garnier (homonymie) et Garnier.
Jacques Garnier, né le 17 avril 1940 à Dijon et mort le 8 novembre 2024 à Paris,,, est un historien français, spécialiste des études napoléoniennes. Il a contribué à près d'une trentaine d'ouvrages, comme auteur unique ou en collaboration.

## Biographie
Jacques Garnier passe son enfance et son adolescence à Brochon, près de Gevrey-Chambertin (Côte d'Or). Très jeune il participe aux travaux dans les vignes de ses parents. Il est pris d'une passion pour l'histoire de Napoléon, dont la statue par le sculpteur Rude (Le Réveil de Napoléon) est installée dans le village voisin de Fixin. Il accomplit ses études au Lycée Carnot de Dijon (1951-1960) et suit les cours du conservatoire de musique de la ville. Puis il entre à Sciences Po Paris (1960-1964) et intègre la faculté de lettres de Dijon (histoire).
Il se marie en 1966 avec Françoise Ribier, et le couple a trois enfants : Bruno, Isabelle et Julien.
Il commence sa vie professionnelle comme chef de produits chez Lesieur-Cotelle, puis devient gérant du cabinet de courtage d’assurance Dacheux et Cie, avant d'être nommé Président Directeur Général du cabinet J. Garnier S.A. Il est parallèlement directeur financier de la Société Léonard-George-France (négoce international de produits sidérurgiques). S’intéressant aussi à l'édition, il est un temps rédacteur en chef de l’Encyclopédie Clartés.
Il remplit plusieurs mandats électifs. Dans le domaine professionnel, il est président d'honneur de l’Association de Défense des Usages du Courtage et administrateur de la Mutuelle du personnel de l’Assemblée Nationale. Il accomplit aussi des mandats électoraux : conseiller municipal de Bretagnolles (Eure) pendant douze ans, puis de Brochon (Côte d’Or) pour six ans. Il est aujourd'hui président d'honneur de l’Association pour la restauration de l’église de Bretagnolles (Eure) et Président de l’Association de collectionneurs Patria Familia.
Devenu spécialiste de l'Empire, il est l'auteur de nombreux ouvrages sur cette période. Administrateur de l’Institut Napoléon, il est aussi membre de la Commission Française d’Histoire Militaire, membre de la Société de l'histoire de France et du Comité scientifique du Musée de l’Armée. Chevalier du Tastevin, il continue à exploiter son domaine viticole.
Il est décédé le 8 novembre 2024 à l'hôpital Georges Pompidou à Paris. Il est enterré dans le caveau familial à Brochon avec son épouse et ses parents.

## Publications
- L’art militaire de Napoléon (Perrin, 2015)[10]. Prix Edmond Fréville - Pierre Messmer 2017.
- Les secrets de Waterloo (Vuibert, 2015)[11].
- Les bulletins de la Grande Armée. Les campagnes de Napoléon au jour le jour (Soteca-Belin, 2013)[12]. Prix Mauguin de l’Institut.
- Friedland, une victoire pour la paix (Soteca, 2009).
- Borodino, sous les murs de Moscou (Soteca, 2007).
- Atlas Napoléon (Soteca, 2006).
- Austerlitz, 2 décembre 1805 (Fayard, 2005)[13]. Grand prix de la Fondation Napoléon.
- Dictionnaire Perrin des guerres et des batailles de l’histoire de France : Direction et auteur (Perrin, 2004).
- Le général Fournier-Sarlovèze, ange ou démon ? (Art et histoire du Périgord, 2001)[14].
- Relations et rapports officiels de la bataille d’Austerlitz (La Vouivre, 1998)[15].
- « Compléments et suppléments à la Nouvelle bibliographie critique des mémoires sur l’époque napoléonienne de Jean Tulard » (N° spécial de la Revue de l’Institut Napoléon, 1996).
- Article « Assurance » dans l’Encyclopaedia Universalis (1990).
- Journal d’un grognard de l’Empire (Presses du CNRS, 1988)[16].
- Mémoires du général baron de Marbot (Mercure de France, 1983). 1re édition complète.
- « Récit du lieutenant Bressolles sur un épisode peu connu de la campagne de 1813 et sa captivité en Russie » (Revue de l’Institut Napoléon, 1979).

### Collaborations
- The Cambridge History of the Napoleonic Wars, Cambridge University Press, December 2022.
- Les sentiers de la gloire, Le Figaro Hors Série, Napoléon L'épopée - le mythe - le procès, avril 2021.
- Claude Quétel (direction), On refait l'Histoire ! (First Editions, 2020), chapitre "Jeanne d'Arc est renvoyée à ses moutons".
- Collectif, Napoléon stratège (Catalogue de l'exposition du Musée de l'Armée, 2018), chapitre "A la recherche d'une typologie des batailles napoléoniennes".
- Hervé Drévillon (direction), Guerres et armées napoléoniennes (Nouveau monde éditions / Fondation Napoléon / Ministère de la Défense, 2013), chapitre "Mémoires et mémoire de la Grande Armée.
- Dimitri Casali, Napoléon Bonaparte (Larousse, 2008).
- François-Guy Hourtoulle, La campagne de France : l’aigle blessé (Histoire et collections, 2005).

- Jean Tulard, Dictionnaire du Second Empire (Fayard, 1995).
- Jean Tulard, Nouvelle bibliographie critique des mémoires sur l’époque napoléonienne (Droz, 1991).
- Jean Tulard, Dictionnaire Napoléon (Fayard, 1987).
- Jean Tulard, La Contre-Révolution. Origines, Histoire, Postérité, (Perrin, 1990).

### Rééditions
- Sasky, La campagne de 1809 en Autriche (Teissèdre, 2008).
- Sasky, Campagne de Prusse et de Pologne (Teissèdre, 2006).
- Paul-Jean Foucart, Campagnes de Prusse et de Pologne, 1806-1807 (Teissèdre, 2006).
- Clément de la Jonquière, L’expédition d’Égypte (Teissèdre 2003).
- Alombert et Colin, La campagne de 1805 en Allemagne, 1re édition complète (Teissèdre, 2002).
- Abbé François Lacoste / Introduction de Jacques Garnier, Brochon (Editions Durante 1998).

## Distinctions

### Décoration
Chevalier de l'ordre des Arts et des Lettres (2021).

### Prix
- Prix Edmond-Fréville-Pierre-Messmer de l'Académie des sciences morales et politiques (2017).
- Prix Georges-Mauguin de l’Académie des sciences morales et politiques (2013)[18].
- Grand prix de la Fondation Napoléon (2006)[19],[20].